# Gerani (Creta)
Gerani è un villaggio del comune di Rethymno (unità regionale) dell'isola di Creta istituita dalla riforma Kallikratis. Capitale del nuovo comune è Rethymno.
Gerani si trova a 7,5 km ad ovest di Rethymno ed a breve distanza dalla nuova strada statale Rethymnon-Chania, ad un'altitudine di 90 metri s.l.m.. Gerani (in greco) ha il significato di una pompa utilizzata in passato per attingere l'acqua da un pozzo che esisteva nel villaggio. Il villaggio è stato occupato dagli Ottomani.

## Cose da vedere
La Grotta Gerani è stata scoperta nel 1968 durante la costruzione della nuova strada nazionale Rethymno-Chania. Le 6 sale di questa grotta presentan delle magnifiche stalagmiti. Le ricerche archeologiche all'interno della grotta hanno portato alla luce una serie di reperti risalenti al periodo neolitico. Alcuni di questi reperti sono esposti nel Museo Archeologico di Rethymno dove è esposto inoltre materiale di interesse paleontologico, risalente alla fine del periodo Pleistocene.

## Festa
La "Parade del Cammello" si svolge nel villaggio il lunedì di carnevale.